# Бохонько Сергій Сергійович
Сергі́й Сергі́йович Бохо́нько (нар. 29 квітня 1992 — 18 липня 2014) — солдат резерву НГУ МВС України, батальйон «Донбас».

## Життєпис
Народився 1992 року у Єрках Катеринопільського району Черкаської області в багатодітній родині. Рано лишився без мами. Закінчив Єрківську ЗОШ.
Добровольцем пішов до військкомату, не вдалося пройти медкомісію за місцем проживання, поїхав у Нові Петрівці. Повідомив, що йде на війну, коли пройшов медичну комісію в Києві, розрахувався з роботи. На фронті був 10 днів. Стрілець 1-го відділення 1-го взводу 2-ї роти спеціального призначення. Смертельно поранений у бою з терористами близько 15-ї години 18 липня 2014 року при штурмі Попасної Луганської області — побратими на руках несли Боху декілька кілометрів. Добравшись до транспорту, вивезли до лікарні Артемівська Донецької області, де непритомний Боха помер.
Похований у смт Єрки Черкаської області 22 липня біля могили матері, з родини лишилася сестра, в останню дорогу Героя проводжали усім селом.

## Нагороди та вшанування
- 2 серпня 2014 року — за особисту мужність і героїзм, виявлені у захисті державного суверенітету та територіальної цілісності України, вірність військовій присязі під час російсько-української війни, відзначений — нагороджений орденом «За мужність» III ступеня (посмертно).
- 22 січня 2015 року на території Єрківської ЗОШ імені Героя України В. М. Чорновола відбулося відкриття й освячення меморіальної дошки на честь Сергія Бохонька.
- Біля в'їзду до Попасної з нагоди першої річниці визволення українськими військами 22 липня 2015 року відкрито пам'ятний знак на честь полеглих бійців Костянтина Блозви, Ігоря Черняка та Сергія Бохонька.